# 鴻上尚史
鴻上 尚史（こうかみ しょうじ、1958年8月2日 - ）は、日本の劇作家・演出家である。元・日本劇作家協会会長（代表理事）、日本劇団協議会・日本演出者協会理事。桐朋学園芸術短期大学演劇専攻名誉教授。株式会社サードステージ代表取締役。執筆・インタビュー・講演は株式会社サードステージがマネジメント。その他、株式会社ホリプロのマネジメントにより、テレビ・ラジオなどへも出演している。

## 経歴
愛媛県新居浜市生まれ。 両親はともに小学校の教師で、日教組の組合員だった。当時の日教組は政府・文部省と激しく対立しており、教育委員会に組合員切り崩しの見せしめで、四国山脈の奥地にある小学校に飛ばされた。その間の数年間は米穀店を営んでいた祖父母に育てられた。
愛媛県立新居浜西高等学校卒業。駿台予備学校・京都校（百万遍校舎）で一年間の浪人生活を経験した後、早稲田大学法学部卒業。
2011年1月4日、新居浜ふるさと観光大使に。

### 演劇活動
高校時代から演劇部に所属。当時は文化部同士の交流は文部省によって禁じられていたため、教育委員会よりコンクールに参加できないという経験をしている。
早稲田大学在学中は演劇研究会に所属しており、1981年に研究会内の劇団として「第三舞台」を結成、主宰。1985年には同劇団が演劇研究会から独立し、プロの劇作家として活動するようになる。
1987年（昭和63年）には『朝日のような夕日をつれて'87』で第22回紀伊國屋演劇賞団体賞を受賞し、1991年（平成3年）には第29回ゴールデン・アロー賞演劇賞を受賞した。
1994年（平成6年）に上演した『スナフキンの手紙』で、翌1995年（平成7年）に第39回岸田國士戯曲賞を受賞。1997年（平成9年）に文化庁の新進芸術家海外研修制度でロンドンのギルドホール音楽演劇学校に1年間留学して、俳優教育法を学んだ。
帰国後活動を再開するが、2001年（平成13年）の『ファントム・ペイン』をもって第三舞台の活動を10年間封印（停止）。第三舞台は2011年（平成23年）から2012年（平成24年）にかけて復活及び解散公演を行い、2012年1月に正式に解散した。現在は1999年（平成11年）に立ち上げたユニット、KOKAMI@networkを中心に活動している。また、新劇団「虚構の劇団」も立ち上げ、2007年（平成19年）11月に旗揚げ準備公演を、2008年（平成20年）5月に旗揚げ公演を行った。
『就職戦線異状なし』や『トリック』（黒津次男役）、『THE NEXT GENERATION -パトレイバー-』（爆弾魔の男役）などの映画、ドラマに出演もしているが、2005年（平成17年）には蜷川幸雄演出の舞台『KITCHEN』に俳優として出演。KOKAMI@networkの旗揚げ公演『ものがたり降る夜』にも出演した。
2009年『グローブ・ジャングル「虚構の劇団」旗揚げ3部作』が第61回読売文学賞戯曲・シナリオ賞を受賞。
2016年3月1日付で、日本劇作家協会会長に就任。
2022年10月、虚構の劇団を解散。

### ラジオ
演劇活動のかたわら、1983年（昭和58年）10月15日から1985年（昭和60年）3月30日までニッポン放送のラジオ深夜番組「オールナイトニッポン（金曜深夜2部）」のパーソナリティを担当、「日比谷公園でジェンカ」「裏コピーコーナー」など伝説とも言われる独創的なコーナーを生み出した。1987年（昭和62年）10月17日から1989年（平成元年）4月1日まで担当した「オールナイトニッポン（金曜深夜1部）」での「究極の選択・どっちを選ぶ」「10回クイズちがうね」といったコーナーは、他のテレビ・ラジオ番組などで取り上げられ、その遊びが流行した。ちなみに当時のギャラは1ヶ月7万円（金曜1部時代）だったと、東貴博の『ニッポン全国ラジベガス』で告白している。それでも金曜2部時代のギャラが1ヶ月3万円（金曜1部の最終回で本人が告白）だったことを考えればかなり上がっている（なおこれには異説がある。詳しくは鴻上尚史のオールナイトニッポンを参照）。
金曜1部時代には、番組内で「ドラゴンクエストが好きで好きでしょうがない」と発言したことから話が進み、『ドラゴンクエストIII そして伝説へ…』のエンディングとフィールドの曲に自ら詞をつけボーカルを担当し、リスナーとジャケットをニッポン放送「ラジオハウス銀河」で撮影。1988年6月21日にアポロンより、シングルレコード・8cmCD『ドラゴンクエストIII　そして伝説へ…』（A面：そして伝説へ… Into The Legend、B面：冒険の旅 Adventure）を発売。オリコンシングルチャートで初登場29位を記録した。またゲーム内でも鴻上がモデルの人物が登場する。
同番組ではそれ以外にも、当時芸能界でいわゆる「二世ブーム」が起きていたことに対して「○○のジュニア」というパロディコーナーを仕掛けていたが、鴻上の「売れない演歌歌手の息子はつらいだろうな」の発言に、演歌歌手の鏡五郎の息子が反応し、これをきっかけに長らくヒットに恵まれなかった鏡五郎にスポットライトを浴びせさせ、息子も「鏡五郎の息子」という芸名でCDデビューさせたりもしている。
なお、オールナイトニッポンでは2部時代・1部時代ともに「言いやすい・呼ばれやすい」という理由から自ら「こうかみ」でなく「こうがみ」と名乗っていた。

### その他
映画監督押井守の応援団で、一番好きな作品は『うる星やつら2 ビューティフル・ドリーマー』。この作品を見た時、「あ、映画で、俺達が演劇でやろうとしていることをしている人がいる」と驚いた。
1987年（昭和62年）秋のフジテレビキャンペーン「ウーヤーター、スーパーテレビ宣言」のイメージキャラクターとなり、一般的に顔を知られるようになる。
またコラムニストとしても、「週刊朝日」連載の「鴻上夕日堂の逆上」「鴻上の知恵」、「週刊SPA!」連載の「ドンキホーテのピアス」など長期に渡り執筆活動を続けている。
テレビゲーム制作にも関わり、「G・O・D〜目覚めよと呼ぶ声が聞こえ〜」（1996年）と同作の移植作「G.O.D pure」（1998年）の制作総指揮を行っている。だが、唐突すぎる展開や一部にひどくグロテスクな描写があることからクソゲーとの評価もある。なお、「ドラゴンクエストIII そして伝説へ…」のアッサラームの町には、東の国で劇場を開く夢を持っていた人物が存在するが、彼のモデルは鴻上である。
映画「ジュリエット・ゲーム」（1989年）で初監督。その後オムニバス作品の監督を手がけた後、1994年（平成6年）にはサードステージが自ら制作した「青空に一番近い場所」を監督するが、興行的には成功したとは言いがたく、その後しばらく「借金返済のため」（本人談）に地元・あいテレビを初めとして多くのテレビ番組に出演する。2001年（平成13年）にテレビ朝日系の年末特番『M-1グランプリ』の審査員を務めたこともある（この年のみ）。
大林宣彦監督の「青春デンデケデケデケ」（1992年）を見て、おおいに触発され、次回作「水の旅人」（1993年）のメイキングビデオを撮ることで大林監督に密着して撮影に同行（「水の旅人」の映画パンフレットにはインタビュー記事が掲載されている）。鴻上が撮影したメイキングビデオは「映画の旅人」と題して、ポニーキャニオンから発売された。後の同作のDVD化にあたって特典映像として収録されている。
2001年（平成13年）、ドラマ『ウソコイ』に企画・脚本協力として参加した。
2006年（平成18年）NHKで放映された『フランス・ジャパンエキスポ特集』においてフランス人に対して様々な問題発言を行い話題となった。同じ年に出された小説『ヘルメットをかぶった君に会いたい』は、1978年（昭和53年）の成田空港管制塔占拠事件で受けた衝撃をもとに執筆したものである。
「タモリ倶楽部」においては下ネタ系の回によくキャスティングされ、番組内においてはそのイメージがほぼ完全に定着しており、本人は半ば呆れ気味ながらも、それを認めている。2007年（平成19年）8月18日放送の「五円玉アイドルが教える!　深遠なる五円玉アートの世界」では異例とも言えるきれいな内容の回に呼ばれ、本人も意外と語っていたが、9月7日放送の「家康もビックリ!! 庶民はお盛んだった!! 江戸人の夜のしきたり」で、またも下ネタ系の回に呼ばれた。現在はケツメイシのRyoと共に、タモリ倶楽部の下ネタの双璧を担っている。2016年（平成28年）1月30日放送の「集めに集めて5,409枚! きのこ切手をコンプリートした男!」回においては、自身がキャスティングされていない「官能小説を1万冊読んだ男」を視聴した際の慨嘆を示し、エロ担当としての矜持を見せた。
鴻上自身もWikipediaの自分のページを見るらしく、一時期、“少林寺拳法の達人”となぜか誤った説明が載せられることがあり、何度も修正を試みたがすぐに記載が復活してしまうと困惑していたことをテレビなどで明かした。
アムネスティ日本の会員である。
平和安全法制に反対を表明している。

## 映画（監督作品）
- 1989年 ジュリエット・ゲーム
- 1990年 ボクが病気になった理由（オムニバスの一編「マイ・スウィート・リトル・キャンサー」）
- 1993年 サザン・ウインズ（オムニバスの一編「トウキョウ・ゲーム」）
- 1994年 青空に一番近い場所
- 2010年 恋愛戯曲 〜私と恋におちてください。〜
- 2024年 ゲバルトの杜 ～彼は早稲田で死んだ～ ※劇パート：脚本・演出

## 舞台

### 脚本・演出
- 2003年 ミュージカル 天使は瞳を閉じて（佐藤アツヒロ、辺見えみり、純名りさ ほか）
- 2008年 舞台版 ドラえもん のび太とアニマル惑星（坂本真、すほうれいこ、脇知弘、小林顕作 ほか）
  - 2017年 舞台版 ドラえもん のび太とアニマル惑星（小越勇輝、樋口日奈、皇希、陳内将 ほか）
- 2015年 ベター・ハーフ（風間俊介、真野恵里菜、中村中、片桐仁）
  - 2017年 ベター・ハーフ（風間俊介、松井玲奈、中村中、片桐仁）
- 2019年 勝小吉伝〜ああ、わが人生最良の今日（脚本は鹿目由紀と共作・中村雅俊、賀来千香子、寺脇康文 ほか）[17]
- 2021年 アカシアの雨が降る時（久野綾希子、前田隆太朗、松村武）[18]
  - 2023年 アカシアの雨が降る時（竹下景子、鈴木福、松村武）[19]
- 2021年 ロミオとロザライン（川﨑皇輝、吉倉あおい、飯窪春菜 ほか）[20]
- 2022年 エゴ・サーチ（今江大地、結木滉星、吉田美月喜、南沢奈央 ほか）[21]
- 2025年 反乱のボヤージュ（石黒賢、岡本圭人、大内リオン、小日向星一 ほか）[22]

※第三舞台、KOKAMI@network、虚構の劇団の公演についてはそれぞれの記事を参照のこと。

### 演出
- 1994年 ゴドーを待ちながら（白石加代子、毬谷友子 ほか）
- 2001年 ウィンザーの陽気な女房たち（江守徹、宮崎美子、江波杏子 ほか）
- 2004年 ロミオとジュリエット（東山紀之、瀬戸朝香 ほか）
- 2015年 朗読劇 HAKUTO〜白兎（しろうさぎ）〜（吉田照美、中村メイコ、中山美穂）
- 2020年 ミュージカル「スクール・オブ・ロック」（西川貴教、柿澤勇人、濱田めぐみ ほか）[23][24]
  - 2023年  ミュージカル「スクール・オブ・ロック」（西川貴教、柿澤勇人、濱田めぐみ ほか）[25]

### 脚本
- 2003年 シンデレラストーリー（大塚ちひろ、浦井健治、デーモン小暮閣下 ほか）
  - 2005年 シンデレラストーリー（大塚ちひろ、浦井健治、デーモン小暮閣下 ほか）
  - 2022年 シンデレラストーリー（加藤梨里香・水嶋凜Wキャスト、大野拓朗、佐藤アツヒロ ほか）

## テレビドラマ

### 脚本
- 2012年 家族、貸します 〜ファミリー・コンプレックス〜 （日本テレビ、玉木宏）
- 2014年 戦力外捜査官 （日本テレビ、武井咲）（第5話〜、本人役で出演）
- 2014年 セーラー服と宇宙人（エイリアン）〜地球に残った最後の11人〜 （日本テレビ、門脇麦）
- 2017年 ゴースト刑事 日照荘殺人事件 （日本テレビ - スマホアプリ）

## 主な著書

### エッセイ他
- 『冒険遊戯 アドベンチャー・ゲーム』（弓立社）1985
- 『嘘が大好き』（CBSソニー出版）1985
- 『Say-sho 世間は甘い』週刊本（朝日出版社）1985
- 『冒険宣言　モダン・アドベンチャー・フェスティバル』（光文社）1987、のち文庫
- 『音楽遊戯 鴻上尚史対談集』（シンコー・ミュージック）1988
- 『鴻上夕日堂の逆上』（朝日新聞社）1989、のち新潮文庫
- 『鴻上夕日堂の逆上 完結編』（朝日新聞社） 1989
- 『恋愛王』（光文社）1990 1996年に角川文庫
- 『鴻上の知恵』（朝日新聞社）1992
- 『楽園を追われる時に必要な物』（光文社）1992
- 『鴻上の知恵 完結編』（朝日新聞社） 1993
- 『道楽王　ルポエッセイ』（光文社）1993、のち文庫
- 『ここではないどこかへ　鴻上尚史の世界』（角川書店）1994
- 『映画に走れ!−メイキング・オブ青空に一番近い場所』（光文社）1994
- 『ドン・キホーテのピアス』（扶桑社）1996、のち文庫

2 ドン・キホーテのペディキュア 1997、のち文庫
3 ドン・キホーテのリボン 1997、のち文庫
4 ドン・キホーテのロンドン 1998、のち文庫
5 ドン・キホーテのキッス 2000
6 ドン・キホーテのステップ 2001
7 ドン・キホーテの休日 2001
8 ドン・キホーテは眠らない 2003
9 言葉はいつも思いに足りない 2004
10 "祖国なき独立戦争"を楽しむために 2005
11 生きのびるために笑う 2006
12 醒めて踊れ 2007
13 どうしてニッポンはこんなに便利で息苦しいのか? 2009
14 「世間」を笑い飛ばせ! 2010
15 不謹慎を笑え 2011
16 不安を楽しめ! 2013
17 この世界はあなたが思うよりはるかに広い 2015
18 ドン・キホーテ走る 2019（論創社）
19 ドン・キホーテ 笑う! 2020
20 生きのびるヒント 2024
- 『ロンドン・デイズ』（小学館）2000
- 『あなたの魅力を演出するちょっとしたヒント』（講談社）2000　※2003年に文庫化
- 『発声と身体のレッスン 魅力的な「こえ」と「からだ」を作るために』（白水社）2002 2012年に増補新版、ちくま文庫より文庫化
- 『名セリフ!』（文藝春秋）2004　のちちくま文庫
- 『ラブ アンド セックス』（角川書店）2004 2009年に「恋愛の1/2」と改題して角川ソフィア文庫より文庫化
- 『真実の言葉はいつも短い』（光文社知恵の森文庫）2004
- 『鴻上尚史のごあいさつ1981-2004』（角川書店）2004 2020年に『鴻上尚史のごあいさつ1981-2019』と改題しちくま文庫より文庫化
- 『表現力のレッスン』（講談社）2005　『あなたの思いを伝える表現力のレッスン』文庫 2012
- 『俳優になりたいあなたへ』（筑摩書房・ちくまプリマー新書）2006 2018年に「鴻上尚史の俳優入門」に改題、大幅加筆し講談社より文庫化
- 『孤独と不安のレッスン よりよい人生を送るために』（大和書房）2006 ※2011年に文庫化
- 『人生に希望をくれる12の物語』（講談社）2008 ※2025年に「人生にがっかりしないための16の物語」に改題、加筆しちくま文庫より文庫化
- 『「空気」と「世間」』（講談社現代新書）2009
- 『演技と演出のレッスン 魅力的な俳優になるために』（白水社）2011
- 『コミュニケイションのレッスン　聞く・話す・交渉する』（大和書房）2013 ※2015年に文庫化
- 『クール・ジャパン!? 外国人が見たニッポン』（講談社現代新書）2015
- 『幸福のレッスン』（大和書房）2015 ※2018年に『幸福のヒント』と改題してだいわ文庫より文庫化
- 『不死身の特攻兵 軍神はなぜ上官に反抗したか』（講談社現代新書）2017
  - 2018年から「不死身の特攻兵 生キトシ生ケル者タチヘ」と改題して「週刊ヤングマガジン」→「コミックDAYS」より漫画化（漫画：東直輝、全10巻）
- 『そんなとき隣に詩がいます〜鴻上尚史が選ぶ谷川俊太郎の詩〜』（大和書房）2018 ※2022年に文庫化
- 『リラックスのレッスン 緊張しない、あがらないために』（大和書房）2019 ※2022年に文庫化
- 『「空気」を読んでも従わない 生き苦しさからラクになる』（岩波ジュニア新書）2019
- 『鴻上尚史のほがらか人生相談 息苦しい「世間」を楽に生きる処方箋』（朝日新聞出版）2019 ※2025年に「鴻上尚史のほがらか人生相談ベスト」として朝日文庫より文庫化

2 鴻上尚史のもっとほがらか人生相談 息苦しい「世間」を楽に生きる処方箋 2020
3 鴻上尚史のますますほがらか人生相談 息苦しい「世間」を楽に生きる処方箋 2021
4 鴻上尚史のなにがなんでもほがらか人生相談 息苦しい「世間」を楽に生きる処方箋 2022
5 鴻上尚史のおっとどっこいほがらか人生相談 息苦しい「世間」を楽に生きる処方箋 2023
6 鴻上尚史の具体的で実行可能！なほがらか人生相談 息苦しい「世間」を楽に生きる処方箋 2025
- 『同調圧力 日本社会はなぜ息苦しいのか』（講談社現代新書）2020 ※佐藤直樹との対談
- 『何とかならない時代の幸福論』（朝日新聞出版）2021 ※ブレイディみかことの対談
- 『親の期待に応えなくていい』（小学館YouthBooks）2021
- 『演劇入門 生きることは演じること』(集英社新書) 2021
- 『学校ってなんだ! 日本の教育はなぜ息苦しいのか』（講談社現代新書）2021 ※工藤勇一との対談
- 『人間ってなんだ』（講談社＋α新書）2022
- 『人生ってなんだ』（講談社＋α新書）2022
- 『世間ってなんだ』（講談社＋α新書）2022
- 『同調圧力のトリセツ』（小学館新書）2022 ※中野信子との対談
- 『演劇ワークショップのレッスン』（白水社）2023
- 『君はどう生きるか』（講談社）2024[27]

### 小説
- 2006年 ヘルメットをかぶった君に会いたい（集英社）のちポット出版プラスより2023年復刻
- 2008年 僕たちの好きだった革命（角川学芸出版）
- 2011年 八月の犬は二度吠える（講談社）のち文庫
- 2017年 ジュリエットのいない夜（集英社）
- 2017年 青空に飛ぶ（講談社）のち文庫
- 2022年 ベター・ハーフ（講談社）
- 2023年 愛媛県新居浜市上原一丁目三番地（講談社）

### 戯曲

#### 第三舞台上演作
- 1983年 朝日のような夕日をつれて（弓立社）※1991年にNEW VERSION、2014年に論創社より21世紀版、2024年に2024改訂版[28]
- 1984年 宇宙で眠るための方法について（弓立社）
- 1987年 スワン・ソングが聞こえる場所（弓立社）
- 1984年 デジャ・ヴュ（新水社）※1986年に「デジャ・ヴュ'86」
- 1985年 モダン・ホラー（白水社）
- 1987年 ハッシャ・バイ（白水社）
- 1988年 天使は瞳を閉じて（白水社）※1991年にインターナショナルヴァージョン、2003年にクラシック版
- 1989年 ピルグリム（白水社）※2003年にクラシック版
- 1990年 ビー・ヒア・ナウ（白水社）
- 1995年 スナフキンの手紙（白水社）
- 1996年 パレード旅団（白水社）
- 1997年 リレイヤーIII（小学館）
- 2002年 ファントム・ペイン（白水社）
- 2012年 深呼吸する惑星（白水社）

#### 虚構の劇団上演作
- 2009年 グローブ・ジャングル（小学館）
- 2011年 エゴ・サーチ（白水社）
- 2011年 アンダー・ザ・ロウズ（白水社）
- 2014年 ハッシャ・バイ／ビー・ヒア・ナウ[21世紀版]（白水社）
- 2016年 「愛と憎悪の相剋をテーマにしたSF傑作戯曲集」イントレランスの祭／ホーボーズ・ソング（論創社）

#### その他の上演作
- 1994年 トランス（白水社）※2005年に新版
- 2000年 ものがたり降る夜（白水社）
- 2000年 プロパガンダ・デイドリーム（白水社）
- 2001年 恋愛戯曲（白水社）※2006年に新版
- 2003年 シンデレラストーリー（白水社）
- 2004年 ハルシオン・デイズ（白水社）
- 2005年 リンダ　リンダ（白水社）
- 2013年 キフシャム国の冒険（白水社）
- 2014年 朝日のような夕日をつれて[21世紀版]（論創社）
- 2018年 サバイバーズ・ギルト&シェイム/もうひとつの地球の歩き方（論創社）
- 2020年 ローリング・ソング/地球防衛軍 苦情処理係（論創社）
- 2021年 ピルグリム21世紀版/ハルシオン・デイズ2020 パンデミック・バージョン（論創社）
- 2022年 ロミオとロザライン（論創社）
- 2023年 ウィングレス 翼を持たぬ天使（白水社）
- 2023年 アカシアの雨が降る時（論創社）

### ゲーム
- 1996年 G.O.D 目覚めよと呼ぶ声が聴こえ（イマジニア）

## 映像
- 2010年 鴻上尚史の「声」のレッスン 〜魅力的な「こえ」の作り方〜（サードステージ）

## Web
- ハタチ〜オトナビトプロジェクト〜 （2021年1月[29]）

## 出演

### テレビ
- 情報7days ニュースキャスター（TBSテレビ）
- 地球ZIG ZAG（毎日放送）
- にんげんマップ（NHK） - キャスター
- 特盛鴻上丼（あいテレビ）
- シューイチ（日本テレビ）
- デリバティブTV（テレビ東京）
- シネマ探偵（WOWOW）
- もっと過激にパラダイス（NHK BS2）　河合美智子と司会
- 真夜中の王国（NHK BS2）
- わかる国語（NHK教育）
- 3か月トピック英会話「ハートで感じる英文法」（NHK教育）
- COOL JAPAN〜発掘!かっこいいニッポン〜（NHK BS2、日曜日19:30-20:15（月1回程度）、2006年4月〜現在放映中）
- タモリ倶楽部（テレビ朝日）　下ネタ担当
- 青山ワンセグ開発 「恋愛のレッスン」（2013年10月4日 - 18日、2014年1月17日 - 3月28日、NHK Eテレ）作・演出・出演
- 熱中世代 大人のランキング（BS朝日、2013年10月14日 - 2018年9月29日）
- グッとラック!（TBSテレビ）火曜コメンテーター（2019年10月 - 2020年9月）

### ラジオ
- 鴻上尚史のオールナイトニッポン（ニッポン放送、1983年10月〜1985年3月30日金曜2部、1987年10月16日〜1989年3月31日金曜1部）
- オールナイトニッポンアゲイン（ニッポン放送、2007年1月7日）
- 鴻上尚史の博愛ライダー（TBSラジオ、2001年4月5日〜2002年3月）
- 鴻上尚史のことばの寺子屋（文化放送、2004年10月〜2006年10月）
- 鴻上尚史の生きのびるために笑う（インターネットラジオ局「klap」木曜日更新）
- 鴻上尚史と里田まいのサンデー・オトナラボ（ニッポン放送、日曜日12:00〜13:00、2008年10月5日〜2012年3月25日。2011年10月2日からは里田まい→岡本玲）
- オールナイトニッポンPremium（ニッポン放送、火曜日19:00〜20:50、2017年10月2日〜2018年3月）

### ウェブ
- エアレボリューション（ニコニコ生放送、2024年5月23日）

### CM
- フジテレビ - 企業広告・『秋のフジテレビキャンペーン「ウーヤーター、スーパーテレビ宣言」』（1987年）
- ダスキン - 『よろしくLaLa』篇・『よろしくレンジフード』篇・『ビジネスサービス』篇 - 大野拓朗と共演（2012年）[30]
- エーザイ - 「ユベロンゴールド」 - 泉麻人、猪瀬直樹、景山民夫、松井雅美と共演